# 黃東柱
黃東柱（韓語：황동주，1974年4月15日—），本名黃光賢，韓國男演員，曾使用殷世賢（은세현）作為藝名。

## 演藝經歷
黃東柱於1996年透過青少年電視劇《愛情開花的季節》出道，其後在多部晨間劇及日日劇飾演主演角色獲知名度，如《彷彿愛過》、《布穀鳥巢》、《偉大的糟糠之妻》等。當中，他參演不少有不倫關係或行惡的角色，以致他在幕前擁有壞角色的固有印象。
他與編劇黃順英一直保持合作關係，曾參演五部由黃順英執筆的長篇劇。

## 演出作品

### 電視劇
- 1996年：KBS《愛情開花的季節》
- 1997年：KBS《Start》飾演 潘乙秀
- 1997年：MBC《Best劇場－詩人的大海》
- 1998年：SBS《七人新娘》
- 2000年：KBS《精靈Commy》飾演 劉韓秀
- 2002年：KBS《毫無顧忌的愛情》
- 2002年：KBS《女高同窗生》飾演 李相元
- 2004年：KBS《薔薇花》飾演 朴敏圭
- 2004年：MBC《花王仙女》飾演 李東河
- 2005年：SBS《女王的條件》飾演 李敏圭
- 2006年：SBS《突然某一天》飾演 東俊
- 2006年：KBS《順玉》飾演 徐仁浩
- 2007年：KBS《Drama City－銀魚生活的地方》飾演 李鎮錫
- 2007年：KBS《Drama City－她們的同行》飾演 吉真
- 2008年：OCN《不要追究過去》飾演 李相遇
- 2010年：SBS《唐突的女人》飾演 吳東在
- 2010年：KBS《近肖古王》飾演 扶餘文
- 2011年：KBS《Drama Special－妻子的呼吸聲》飾演 崔浩碩
- 2012年：KBS《順藤而上的你》飾演 假貴男（特別出演）
- 2012年：KBS《Drama Special Series－SOS》飾演 尹文碩
- 2012年：MBC《彷彿愛過》飾演 周賢道
- 2013年：SBS《完美媽媽》飾演 洪允宰
- 2014年：MBC《全都是泡菜》飾演 周賢道（特別出演）
- 2015年：MBC《偉大的糟糠之妻》飾演 李成浩
- 2016年：MBC《爸爸，我來伺候你》飾演 韓盛植
- 2018年：KBS《一起生活吧》飾演 蔡城雲
- 2019年：MBC《Item》飾演 河勝木
- 2019年：KBS《為何那樣，奉尚先生》飾演 孔武彥（特別出演）
- 2020年：KBS《暗行御史：朝鮮秘密搜查團》飾演 國王
- 2021年：JTBC《Sisyphus: the myth》飾演 副機長（特別出演）
- 2021年：KBS《紅色高跟鞋》飾演 權柱亨
- 2022年：KBS《黄金面具》飾演 高大哲
- 2023年：Netflix《絕世網紅》飾演 金明燦
- 2024年：KBS《醜聞》飾演 朴一中

## 外部連結
- 黃東柱的Instagram帳戶